# 仙女座LQ
仙女座LQ，又名BD+45 4381，HD 224559、SAO 53540、HR 9070，是仙女座的一颗恒星，视星等为6.54，位于銀經113.55，銀緯-15.5，其B1900.0坐标为赤經23h 53m 41.2s，赤緯+45° -15.5′ 23″。